# Plédran
Plédran é uma comuna francesa na região administrativa da Bretanha, no departamento Côtes-d'Armor. Estende-se por uma área de 34,81 km². Em 2010 a comuna tinha 6 863 habitantes (densidade: 197,2 hab./km²).

## Cidades-irmãs
- Bembridge, Reino Unido
- Poviglio, Itália